# Newkirk Avenue (stacja metra na Brighton Line)
Newkirk Avenue – stacja metra nowojorskiego, na linii B i Q. Znajduje się w dzielnicy Brooklyn, w Nowym Jorku i zlokalizowana jest pomiędzy stacjami Cortelyou Road i Avenue H. Została otwarta w 1919.